# Buchberg SH
| SH ist das Kürzel für den Kanton Schaffhausen in der Schweiz. Es wird verwendet, um Verwechslungen mit anderen Einträgen des Namens Buchberg zu vermeiden. |

Buchberg ist eine politische Gemeinde des Kantons Schaffhausen in der Schweiz.

## Geographie
Buchberg liegt gegenüber der Mündung des Flusses Töss in den Rhein zwischen den Gemeinden Eglisau und Rüdlingen am Südhang des Hurbigs. Zusammen mit Rüdlingen, in dem die Gemeinde ihrerseits zwei Exklaven hat, bildet Buchberg eine Exklave des Kantons Schaffhausen, die vollständig vom Kanton Zürich und vom deutschen Baden-Württemberg umgeben ist. Die beiden Gemeinden bilden den südlichen Kantonsteil.

## Geschichte
Im Jahre 1123 schenkte ein Leuthold von Weissenburg die Dörfer Buchberg und Rüdlingen dem Kloster Rheinau. Während der nächsten vierhundert Jahre mussten die Kirchensteuern nach Rheinau gebracht werden. 1520 erwarb die Stadt Schaffhausen zunächst die niedere, 1657 dann auch die Obervogtei von Kloster Rheinau. Aus diesen Gründen gehört Buchberg heute noch zum Kanton Schaffhausen. Bis zu Beginn des 19. Jahrhunderts bildeten Buchberg und Rüdlingen zusammen eine Gemeinde, aus der nach der Teilung 1839 die zwei politischen Gemeinden Buchberg und Rüdlingen entstanden. Im 20. Jahrhundert entwickelte sich Buchberg von einem landwirtschaftlich geprägten Ort zu einer Wohngemeinde mit Weinbau.

## Wappen
Blasonierung
In rotem Schild auf grünem Dreiberg eine grüne Buche.
Das erste Mal erscheint das Wappen 1597 als typisches redendes Wappen; eine grüne Buche auf grünem Dreiberg auf gelbem Grund. Aus unerklärlichen Gründen trug Buchberg im 19. Jahrhundert im Wappen ein dreiblättriges Kleeblatt. Da der Ursprung dieses Wappens vollständig im Dunkeln lag, wählte die Gemeindeversammlung 1949 das ursprüngliche Wappen, jedoch mit einer anderen Schildfarbe. Die gelbe Schildfarbe wäre jedoch aus heraldischer Sicht der roten vorzuziehen gewesen.

## Sehenswürdigkeiten
Die reformierte Kirche wurde 1850 erbaut. Im November 1972 ist sie abgebrannt, im August 1974 wurde sie nach Wiederaufbau neu eingeweiht.
Das Gemeindehaus von 1856, diente ursprünglich als Schul- und Gemeindehaus.

## Städtepartnerschaften
Seit 1976 besteht eine Partnerschaft mit der Stadt Schnaittenbach in Deutschland (östlich von Nürnberg), zu der der Stadtteil Kemnath am Buchberg zählt.

## Bilder

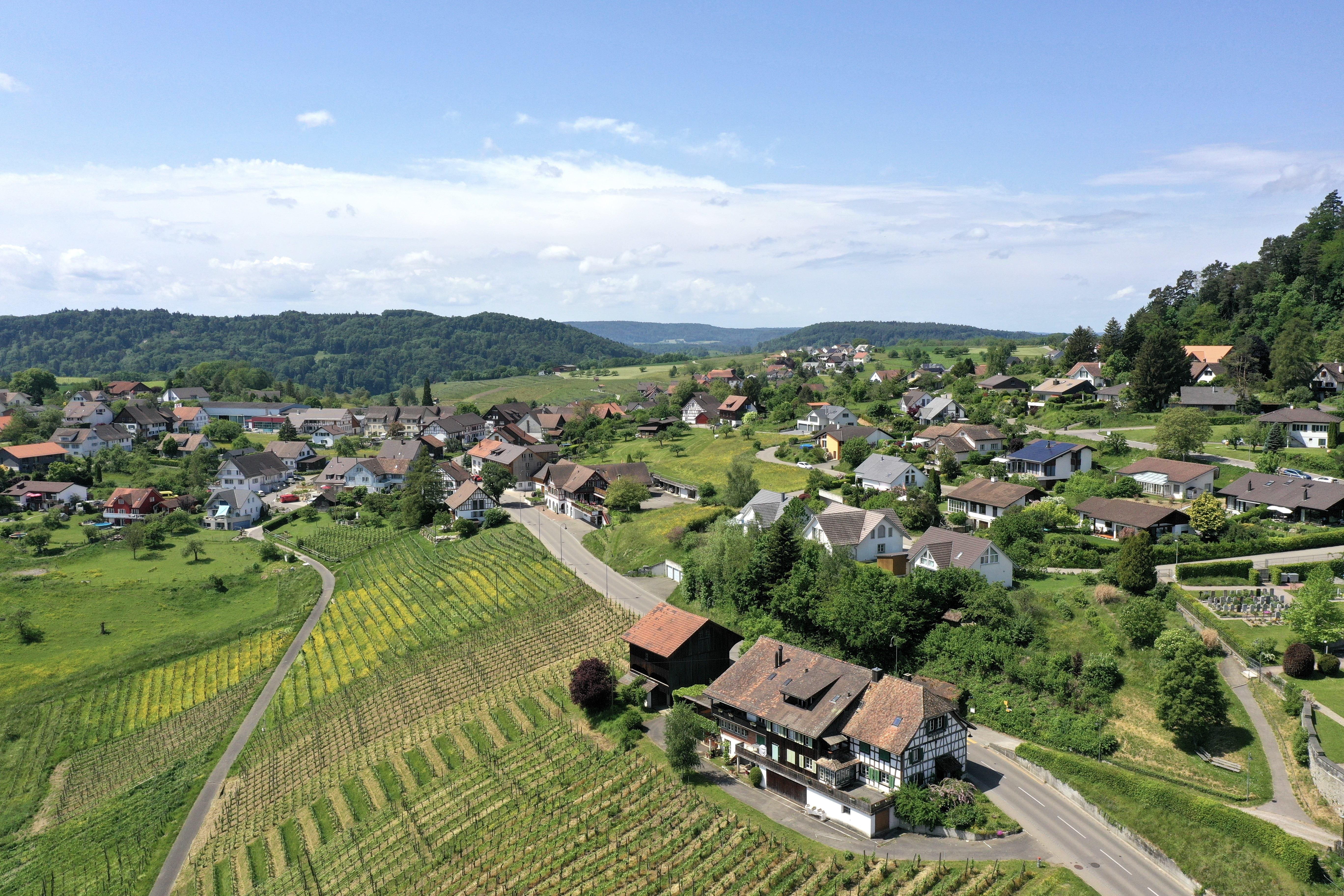
Buchberg mit Pfarrscheune
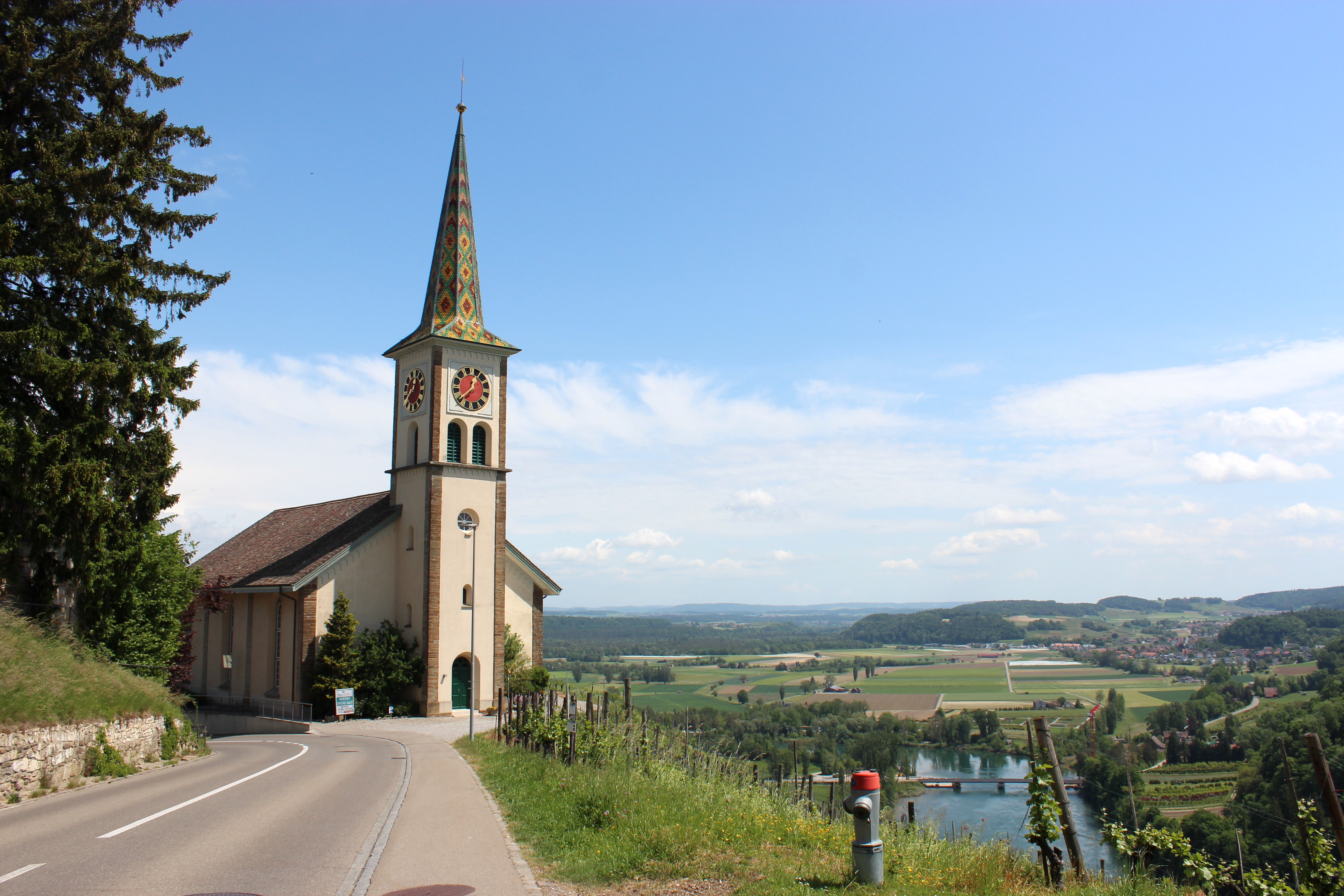
Kirche
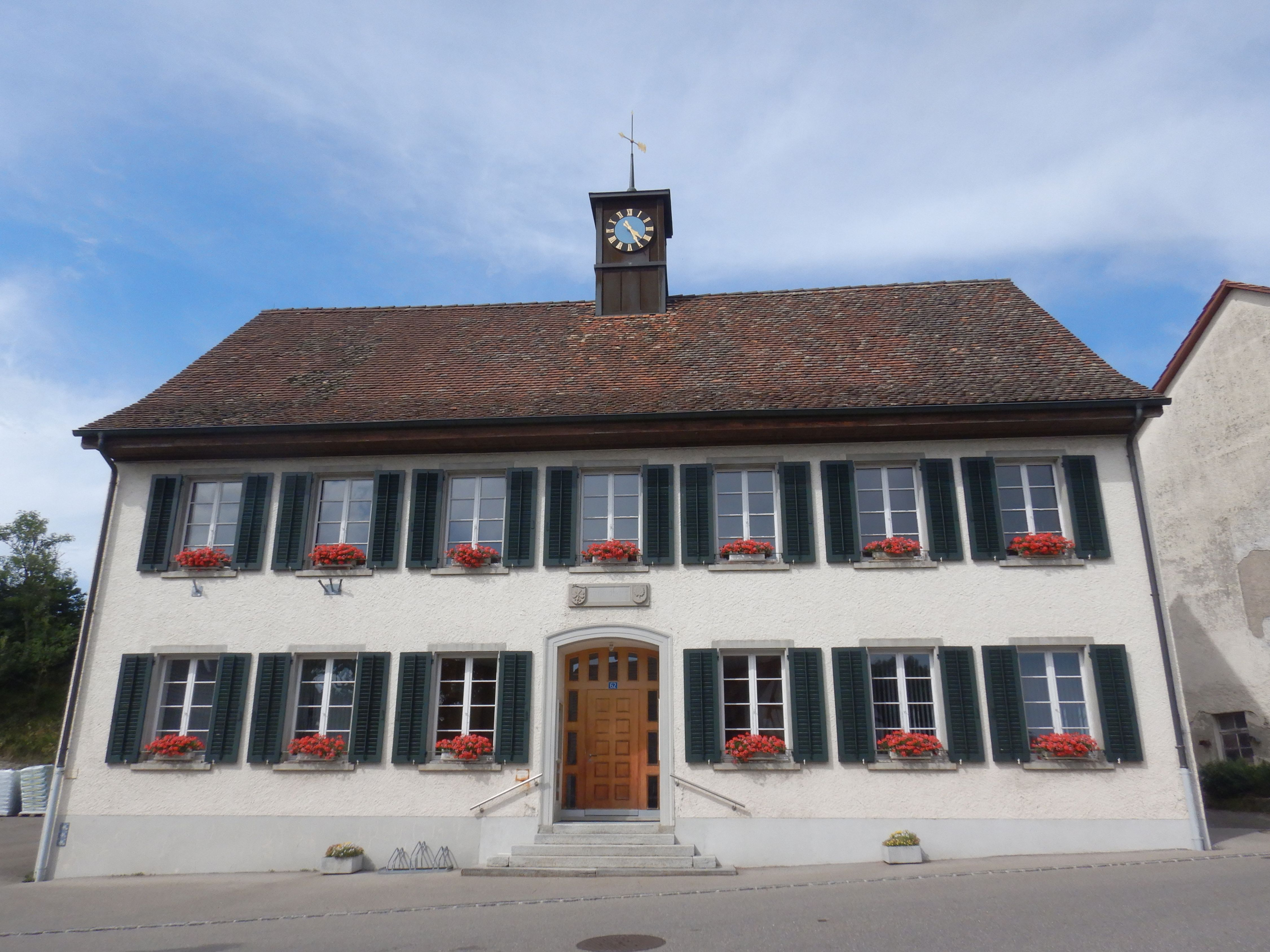
Gemeindehaus
Historisches Luftbild von Walter Mittelholzer, 1919